# Спляча красуня (фільм, 2011)
«Спляча красуня» (англ. Sleeping Beauty) — австралійський кінофільм режисера Джулії Лі, що вийшов на екрани в 2011 році.

## Сюжет
Люсі влаштовується на незвичайну роботу з хорошою зарплатою. Все, що потрібно від дівчини, — це проводити ночі під дією снодійного. Вона нічого не пам'ятає і все більше хоче дізнатися, що ж відбувається по ночах і за що їй відстібають такі круглі суми. Правда виявляється шокуючою — беззахисну дівчину віддають у владу старих багатих чоловіків, які вільні реалізовувати з нею будь-які фантазії.

## У ролях
| Актор              | Роль  |
| ------------------ | ----- |
| Емілі Браунінг     | Люсі  |
| Рейчел Блейк       | Клара |
| Бріджітт Баррет    | -     |
| Ханна Белла Боуден | -     |
| Алан Карді         | -     |
| Пітер Керролл      | -     |
| Ліс Чентері        | -     |
| Бенніт Коллінгс    | -     |
| Майкл Дорман       | -     |
| Іден Фальк         | -     |

## Знімальна група
- Режисер — Джулія Лі
- Сценарист — Джулія Лі
- Продюсер — Джессіка Брентналл, Саша Берроуз, Джемі Хілтон
- Композитор — Бен Фрост